# Philippe Duclos (SOE)
Pour les articles homonymes, voir Philippe Duclos et Duclos.
Philippe Duclos (1923-1944) fut, pendant la Seconde Guerre mondiale, un agent secret franco-mauricien du Special Operations Executive.

## Identités
- État civil : Philippe France[1] Duclos.
- Comme agent du SOE : 
  - Nom de guerre (field name) : « Christian »
  - Nom de code opérationnel : STOCKMAN (en français MAGASINIER)

Parcours militaire : SOE, section F, General List ; grade : lieutenant ; matricule : 294482.
Pour accéder à une photographie de Philippe Duclos, se reporter au paragraphe Sources et liens externes en fin d’article.

## Famille
- Son père : Joseph Adolphe Duclos, homme politique, auteur de L’Évolution nationale mauricienne, publié en 1924 et présentant les arguments anti-rétrocession. Il épousa en secondes noces, à Paris, Mlle Coudekerque-Lambrecht et y mourut en 1933 après une grave opération.
- Sa mère : Nicole Duclos[2].

## Éléments biographiques
Philippe Duclos naît le 29 janvier 1923, en France. Philippe reste en France avec sa belle-mère jusqu'à l'armistice de 1940. Passé en Angleterre, il s'engage dans le SOE, comme agent secret, avec le grade de lieutenant. Avec le nom de guerre « Christian », il est parachuté le 24 février 1944 avec Julien Detal « Rodrigue », comme membre du réseau DELEGATE, dont la mission consiste à étoffer le réseau BUTLER et couper les communications entre la Bretagne et le reste de la France. Mais le réseau BUTLER est aux mains des Allemands depuis longtemps. Ils sont arrêtés à l’atterrissage. Philippe Duclos aurait été exécuté en captivité à Gross-Rosen, en août-septembre 1944.

## Reconnaissance

### Distinction
Les sources ne mentionnent aucune distinction.

### Monuments
- En tant que l'un des 104 agents du SOE section F morts pour la France, Philippe Duclos est honoré au mémorial de Valençay (Indre).
- Brookwood Memorial, Surrey, panneau 22, colonne 1.
- Au mémorial du camp de concentration de Gross-Rosen, situé près de Rogoźnica (Pologne), une plaque honore la mémoire des dix-neuf agents de la section F qui y ont été exécutés en août-septembre 1944, dont Philippe Duclos. Réalisée en granit local, en provenance d'une carrière où devaient travailler les détenus, elle a été élevée sur l'initiative du Holdsworth Trust.